# Sceloporus melanorhinus
Sceloporus melanorhinus este o specie de șopârle din genul Sceloporus, familia Phrynosomatidae, descrisă de Bocourt 1876. A fost clasificată de IUCN ca specie cu risc scăzut.

## Subspecii
Această specie cuprinde următoarele subspecii:
- S. m. calligaster
- S. m. melanorhinus
- S. m. stuarti